# Povestiri ciudate (colecție de povestiri)
Povestiri ciudate este o colecție de povestiri științifico-fantastice editată de Victor Kernbach. A apărut în 1967 la Editura Tineretului în Colecția SF.

## Cuprins
- „Dacă totuși noaptea”, ficțiune scurtă de Victor Kernbach
- „Oglinzile paralele”, ficțiune scurtă de Victor Kernbach
- „Nemaipomenita homeopatie”, ficțiune scurtă de Victor Kernbach
- „Un salt pe candelabru”, ficțiune scurtă de Victor Kernbach
- „Ciudatele migrații”, ficțiune scurtă de Victor Kernbach
- „Trubadurul 0114 XK 1,3”, ficțiune scurtă de Victor Kernbach
- „Dimensiunea a cincea”, ficțiune scurtă de Victor Kernbach
- „Triunghiul echilateral a orbit”, ficțiune scurtă de Victor Kernbach
- „Evantaiul destinelor”, ficțiune scurtă de Victor Kernbach
- „Omul și tăcerea”, ficțiune scurtă de Victor Kernbach
- „Enoh pleacă la cer”, ficțiune scurtă de Victor Kernbach
- „Un derbedeu în cronospațiu”, ficțiune scurtă de Victor Kernbach
- „De la brontozaur la astronaut”, ficțiune scurtă de Victor Kernbach

## Legături externe
- Povestiri ciudate la isfdb.org

## Vezi și
- Lista antologiilor de povestiri științifico-fantastice românești
- Lista volumelor publicate în Colecția SF (Editura Tineretului)
- Lista cărților științifico-fantastice publicate în România
- 1967 în literatură